# Skopun község
Skopun község (feröeriül: Skopunar kommuna) egy község Feröeren. Sandoy északnyugati részén fekszik. A Føroya Kommunufelag önkormányzati szövetség tagja.

## Történelem
A község jelenlegi formájában 1930-ban jött létre.

## Önkormányzat és közigazgatás

### Települések
| Település | Népesség | Mióta a község része | Előző község        | Megjegyzés         |
| --------- | -------- | -------------------- | ------------------- | ------------------ |
| Skopun    | 440      | 1930                 | Sandoy egyházközség | A község székhelye |

### Polgármesterek
- Gerhard Lognberg (1992 – 2004/2005 – 2008/2009–)[4][5][6]

## Népesség
| Év              | Lakosság |
| --------------- | -------- |
| 1986. január 1. | 593      |
| 1991. január 1. | 590      |
| 1996. január 1. | 523      |
| 2001. január 1. | 493      |
| 2006. január 1. | 485      |